# بهار در سئول
بهار در سئول (کره‌ای: 서울의 봄) یا ۱۲٫۱۲: روز (انگلیسی: 12.12: The Day) یک فیلم تاریخی اکشن درام محصول سال ۲۰۲۳ کره جنوبی با بازی هوانگ جونگ مین، جونگ وو سونگ، لی سونگ مین، پارک هه جون و کیم سونگ کیون است. این فیلم در پس زمینه کودتای نظامی ۱۲ دسامبر ۱۹۷۹ از اواخر دههٔ ۱۹۷۰ تا اوایل دههٔ ۱۹۸۰ می‌گذرد. این فیلم در ۲۲ نوامبر ۲۰۲۳ منتشر شد
در این فیلم، به جای نام واقعی افراد از نام‌های مستعار مشابهی استفاده شده‌است. اگرچه این فیلم براساس حوادث واقعی است اما عناصر تخیلی نیز در آن به کار رفته‌است.